# Indigofera tirunelvelica
Indigofera tirunelvelica är en ärtväxtart som beskrevs av Munivenkatappa Sanjappa. Indigofera tirunelvelica ingår i släktet indigosläktet, och familjen ärtväxter. Inga underarter finns listade i Catalogue of Life.